# Девід Френсіс
Девід Джон Френсіс (5 жовтня 1965 , Кенема ) — політик, академік та прем'єр-міністр Сьєрра-Леоне з 20 квітня 2018 до 30 квітня 2021 року.
Френсіс навчався у коледжі Фура-Бей, Інституті прав людини та гуманітарного права Рауля Валленберга та Міжнародному інституті соціальних досліджень. В 1994—1998 роках постдокторантура Саутгемптонського університету. Також був професором Бредфордського університету, де був координатором кафедри ЮНЕСКО з питань африканських досліджень миру та конфліктів. Є автором дев'яти книг, понад п'ятдесяти статей у журналах та політичних статей.

## Доробок
- When War Ends in Africa: building peace in divided communities. Ashgate. May 2012 (edited)[6][7]
- Policing in Africa. Palgrave /Macmillan, April 2012 (edited)[6][7]
- National States and the Challenges of Regional Integration in West Africa. Paris. Karthala, December 2011 (ed.) (UNESCO — SHS MOST Project)[6][7]
- US Strategy in Africa: AFRICOM, Terrorism and Security Challenges. Routledge, Feb. 2010 (Edited)[6][7]
- Peace and Conflict in Africa (ed.) London: Zed Books, September 2008 (Translated into Arabic in May 2010 by the Egypt-based Arabic Translation Institute)[6][7]
- Uniting Africa: Building Regional Security Systems, Aldershot. Ashgate January 2006[6][7]
- Civil Militias: Africa's Intractable Security Menace? (ed.) Aldershot. Ashgate, 2005[6][7]
- Dangers of Co-deployment: UN Cooperative Peacekeeping in Africa. Aldershot. Ashgate, December 2004 (co-authored with Mohamed Faal, Alex Ramsbotham & John Kabia)[6][7]
- The Politics of Economic Regionalism: Sierra Leone in ECOWAS, Aldershot. Ashgate, December 2001[6][7]